# 森実咲
森 実咲 （もり みさき、1995年8月1日 - ）は、日本のグラビアアイドルであり、女性アイドルグループ・BLESSの元メンバーである。
埼玉県出身。ウェスタ所属していた。現在はフリー。

## 来歴
アルファコアに在籍していた。2010年、グラビアアイドルとして本格的な活動を開始し、同年8月に1stイメージDVDをリリース。2011年4月、アイドルグループ「BLESS」の結成に加わった。
2012年11月、ウェスタに移籍。2013年4月、「ミスアクション2013」 グランプリに選ばれる。
2014年1月にBLESSの実質的な解散（後にメンバー全員を入れ替え再始動）に伴い同グループでの活動を終了した。
2016年現在、美容学生としてTwitterなどで活動している。

## 活動

### 番組
- お台場TV 東京まっくす土曜日 BLESS-TV [7]
- TBS「たましいの授業」再現ドラマ 小森純役（2012年7月13日放送）
- 浜ちゃんが!（2013年、読売テレビ）

### 映画
- 土井組「ハナミズキ」生徒役

### 舞台
- アリスインプロジェクト「ワールズエンド・ガールズスタート[8]」（2012年5月3日 - 6日、池袋・シアターKASSAI） - 星組 真瀬藍那 役
- ゴブレイプロジェクト「まいっちんぐマチコ先生2[9]」（2013年11月20日 - 24日、池袋・シアターKASSAI） - 横浜テン子 役

### 広告
- 明光義塾　WEB/グラフィック
- 人権ポスター

### CF
- JA共済 自転車交通安全DVD

### DVD
1. キラリ☆MISAKI （2010年8月27日、エスデジタル）
2. ボクの太陽 （2011年1月28日、スパイスビジュアル）
3. アップルミント （2011年4月16日、フェアリー）
4. みさきんぐ （2011年6月24日、竹書房）
5. white -Lovely Butterfly- （2012年5月30日、Forty Two Project）
6. 陽光少女 〜サンシャイン・ガール〜 （2012年9月28日、シャイニングスターエンターテイメント）
7. 陽光少女2013 〜サンシャイン・ガール2013〜 （2013年2月28日、シャイニングスターエンターテイメント）
8. ミスアクション 2013 （2013年6月28日、シャイニングスターエンターテイメント）
9. 転校生はアイドル （2014年6月27日、TYC.TV）

### Blu-ray
1. 陽光少女 〜サンシャイン・ガール〜 （2012年9月28日、シャイニングスターエンターテイメント）